# Куэропалка (район)
Куэропалка (исп. Distrito de Queropalca) — один из 7 районов, которые составляют провинцию Лаурикоча, в департаменте Уануко, под управлением регионального правительства Уануко, Перу.

## История
Район был создан Законом № 14073 от 12 мая 1962 года во втором правительстве президента Мануэль Прадо-и-Угартече.

## Административный центр
Его столица, Керопалка, расположена на высоте 3831 м над уровнем моря на западном берегу долины реки Каруакоча.

## География
Он занимает площадь 131,15 км². На юго-востоке граничит с районом Хесус, на западе — с районом Анкаш, а на севере и северо-западе — с районом Баньос.

### Топография
Район на западе ограничен горным массивом Уайуаш и расположен на горном хребте горной заповедной зоны Уайуаш и территории частного заповедника Хиришанка. Его территория находится на средней высоте 5210,5 м над уровнем моря, самая высокая точка которой — вершина Ерупаха (6635 м над уровнем моря), а самая низкая точка — место впадения реки Уарипакра в реку Нупе (3786 м над уровнем моря).

### Гидрография
Исток реки Мачайканча находится в лагунах Пукакоча и Митукоча, а из лагуны Каруакоча вытекает одноимённая река. Эти две реки при соединении в окрестностях города Керопалька образуют реку Нупэ. Эти реки пересекают как широкие и неглубокие, так и узкие и глубокие долины. Река Мачайканча единственная, которая полностью находится на территории района Куэропалка, в то время как реки Каруакoча и Нупэ ограничены юго-востоком района Хесус. Река Уарипакра на северо-западе граничит с районом Баньос.

## Туризм
У района есть туристический потенциал, потому что в его юрисдикции расположена восточная стена хребта Хуайхуаш, которая подчеркивает восточную сторону снежных гор — Рондой, Хиришанка, Ерупаха Чико, Ерупаха, Сиула Гранде, а также его лагуны ледникового происхождения: Митукоча и Каруакоча.